# أفرو 730
أفرو 730 (بالإنجليزية: Avro 730)‏ هي قاذفة قنابل إستراتيجية عالية السرعة تؤدي مهام استطلاع جوي، أنتجت في بريطانيا، من صناعة أفرو. كانت تستخدم بشكل أساسي من قبل سلاح الجو الملكي، قررت أفرو بعد ذلك تعديل تصميم أفرو 730 المقترحة من أجل استيعاب تسليحها بسلاح نووي ولتكون ضمن اسطول الردع الجوي النووي البريطاني، تم تصنيع النماذج عام 1955م بعد ذلك تم إلغاء العمل على تعديلها عام 1957م بشكل مفاجيء بسبب تطوير أنواع أخرى من الطائرات وبسبب تطور قدرة الطيران الكبيرة لدى الاتحاد السوفيتي حيث لم يتوقع نجاح الطائرة في مواجهتها الأمر الذي دفع وزارة الطيران البريطانية إلى إيقاف تصنيعها وتطويرها، عرفت الطائرة أيضاً باسم الدانوب الأزرق.

## المواصفات
الطائرة طويلة ونحيلة الجسم لها جناح قصير نسبياً مستطيل الشكل تقريباً مدبب مركزياً على جسم الطائرة.
1. الطاقم: طيارين اثنين.
2. الطول: 163 قدم 6 في (49.8 م).
3. طول الجناح: 59 قدم 9 في (18.2 م).
4. الارتفاع: ()
5. مساحة الجناح: 2000 قدم مربع (185.8 متر مربع).
6. الوزن محملة: ما يصل إلى 220,000 رطل (99790 كجم).
7. المحرك: 8 المحركات النفاثة × ارمسترونغ سايدلي P.176، 9700 باوند (43.2 كيلو نيوتن) كل

أداء.
1. السرعة القصوى: 3 ماخ (1,990 ميلا في الساعة، 3200 كم / ساعة).
2. السرعة الأوتوماتيكة للسرعة: 2.5 ماخ (1,650 ميلا في الساعة، 2660 كم / ساعة).
3. المدى: 5754 ميل (5000 NMI، 9260 كم).

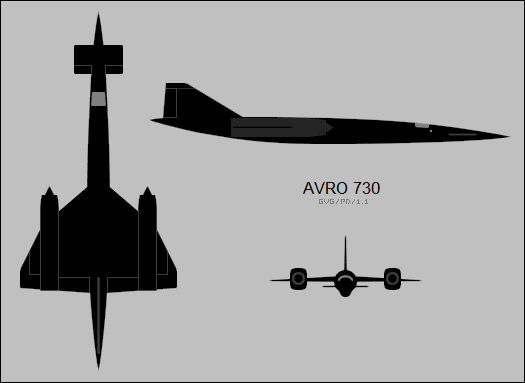
رسم توضيحي لمجسم الطائرة أفرو 730.

4. سقف الارتفاع: 66400 قدم (20 كم).